# Алексеј Ставровски
Алексеј Андрејевич Ставровски (2. [14] март 1834, Санкт Петербург губернија — септембар 1918, Кронштат)  протојереј и духовник Руске православне цркве.
Руска православна црква га је канонизовала  2001. године.

## Биографија
Рођен је у селу Сизно, Гдовски округ, Санктпетербуршка губернија, 2 (14. марта) 1834. године у породици свештеника, који је потицао из древне руске духовне породице.
Завршио богословску школу Александра Невског. Године 1857. завршио је Петроградску богословију и као први студент је о државном трошку упућен на студије на Петроградску духовну академију.
Године 1861. дипломирао је богословију на Петроградској богословској академији и постављен за ментора Богословске школе Александра Невског.
Године 1862. оженио се ћерком ректора Петропавловске цркве, Аном Николајевном Норовском. Имао децу: Владимира (20.06.1869—?)[1], Зинаиду (1.11.1868—1936), Марију (13.11.1870—?) и Алексеја (18.10.1879—?).
Архиепископ могиљевски Јевсевије (Орлински) га је 14. септембра 1862. хиротонисао за свештеника цркве Клиничке војне болнице у Санкт Петербургу.
Године 1875. подигнут је у чин протојереја.
Од 1892. - декан Петроградске и Новгородске цркве војног одсека.
Од 19. августа 1896. - ректор цркве Светог Спиридона Тримитског у Адмиралитету и декан петербуршких поморских цркава.
После одласка протојереја Георгија Шавелског на југ Русије у септембру 1918. године, патријарх Тихон га је поставио за вршиоца дужности протопрезвитера војног и поморског свештенства.
Био је вероучитељ у више школа. Добио је многе црквене и световне награде.
Аутор историјског описа цркве у којој је служио, дела „Нови прописи о службеним правима и платама војног и поморског свештенства” (Хришћанско читање. – 1892. – 2. део), објавио је „Потпуну збирку молитава”.
Августа 1918. ухапсили су га „револуционарни морнари“. Заједно са групом ухапшених, прво је држан у једном од затвора у Петрограду, а затим пребачен у Кронштат. За време свог заточеништва одржавао је ведар дух, тешио своје другове затворенике, чак им је и некако делио свете Христове Тајне.
После убиства шефа Петроградске Чеке, Урицки је стрељан заједно са другим таоцима на баржи, која је потом потопљена на греду светионика Толбухин иза Кронштата.
Према речима Михаила Полског, убрзо након што су затвореници пребачени у Кронштат, они су изведени из затвора, постројени и речено им је да ће као одмазду за убиство Урицког сваки десети бити стрељан, а остали пуштени. Протојереј Алексије стајао је девети. Десета особа која је стајала био је млади свештеник. Окренувши му се, протојереј Алексије му је отприлике рекао следеће: „Већ сам остарио, не преостаје ми много времена за живот; Добио сам све што сам могао у животу; жена ми је старица, деца су ми сва на ногама; „Иди с Богом, а ја ћу заузети твоје место.” И рекавши то заузео је место младог свештеника и стрељан.
Датум његове смрти није тачно познат; Вероватно је то било крајем септембра или октобра 1918. године.

## Канонизација
Указом Светог Синода од 26. децембра 2001. године његово име је уврштено у Сабор новомученика и исповедника Руске Цркве 20. века.